# Рубрий
Ру́брий (полное имя неизвестно) (лат. Rubrius; умер, по одной из версий, после 88 года до н. э.) — римский политический деятель, народный трибун 123 или 122 года до н. э. Был коллегой и союзником Гая Семпрония Гракха, выдвинул в его интересах, но от своего имени закон о создании римской колонии на месте Карфагена. Некоторые исследователи отождествляют этого Рубрия с Квинтом Рубрием Варроном — упомянутым у Цицерона оратором и союзником Гая Мария.

## Биография
Полное имя Рубрия неизвестно: его упоминает всего один античный автор, Плутарх, причём называет только номен. Рубрий занимал должность народного трибуна в один год с Гаем Семпронием Гракхом, то есть либо в 123, либо в 122 году до н. э. Гракх начал курс реформ, и Рубрий поддержал его, предложив народному собранию от своего имени законопроект, который явно был составлен коллегой (эпитоматор Тита Ливия, Веллей Патеркул и Аппиан напрямую называют именно Гракха автором инициативы). Рубриев закон был принят. Он предполагал основание первой заморской колонии Рима — поселения Юнония на месте Карфагена в Африке. Шесть тысяч колонистов, римлян и латинов, должны были получить большие участки земли, от 50 до 250 югеров (в среднем 75 югеров на одну семью), а землеустройством занялась специально созданная тройственная комиссия, в которую вошли Гай Семпроний Гракх и Марк Фульвий Флакк. Имя третьего члена комиссии неизвестно, и теоретически это мог быть Рубрий. О дальнейшей судьбе трибуна ничего не известно.
Многие учёные пытались найти другие упоминания об этом политике в сохранившихся источниках. Так, его отождествляют с Гаем Рубрием, сыном Гая (C. Rubrius C. f.), фигурирующим в постановлении сената для Адрамиттия, которое датируют примерно 110 годом до н. э. По мнению Фридриха Мюнцера, именно трибун Рубрий стал вместе с Манием Ацилием Глабрионом автором закона неизвестного содержания, процитированного в сенатском постановлении для Астипалеи, принятом в 105 году до н. э.
Ещё одна гипотеза связана с Квинтом Рубрием Варроном, который упоминается в трактате Марка Туллия Цицерона «Брут». Здесь он назван современником Луция Лициния Красса (140—91 годы до н. э.) и Марка Антония (143—87 годы до н. э.), «обвинителем жестоким и беспощадным, но в своём роде красноречия большим мастером». Квинт примкнул к Гаю Марию, попытавшемуся в 88 году до н. э. получить командование в Первой Митридатовой войне и распределить новых граждан по всем трибам, а после марша на Рим врага Мария, Луция Корнелия Суллы, оказался в числе объявленных вне закона. Он смог бежать из города и спастись. Некоторые исследователи считают, что Варрон и был бывшим коллегой Гракха. Мюнцер, критиковавший эту гипотезу, предположил, что это сын трибуна.